# 欧忒耳佩
欧忒耳佩（古希腊语：Εὐτέρπη，英譯：Euterpe）希腊神话中司抒情诗的缪斯。她的名字来自希腊语词根Εὐ（“好”）和τέρπ-εω（“使高兴”），合起来就是“令人快乐”的意思。
在希腊神话中，欧忒耳佩是宙斯与记忆女神谟涅摩叙涅的女儿。她的形象是个手持长笛或双管长笛的少女。欧忒耳佩喜爱音乐，一些神话指出她是双管长笛（或所有吹奏乐器）的发明者（大多数神话则认为是马耳叙阿斯发明了这种乐器）。 
欧忒耳佩曾与河神斯特律蒙结合，并生下了儿子、色雷斯国王瑞索斯，此人在特洛伊战争中被狄俄墨得斯杀死。
小行星27号司箫星的名字来自欧忒耳佩。

## 资料来源
- 《世界神话辞典》，辽宁人民出版社，ISBN 7-205-00960-X
- 《神话辞典》，（苏联）M·H·鲍特文尼克等，统一书号：2017·304